# أندري كيريف
أندري كيريف (بالروسية: Киреев, Андрей Игоревич)‏ هو لاعب كرة قدم روسي في مركز الدفاع، ولد في 6 يوليو 1985 في ريازان في روسيا. لعب مع أفانجارد كورسك وروبين قازان وسيسكا موسكو ونادي أوفا ونادي روستوف ونادي سكا خاباروفسك.